# História dos judeus em Pittsburgh
A história judaica de Pittsburgh, a segunda maior cidade do estado da Pensilvânia, Estados Unidos, e a principal cidade do oeste da Pensilvânia remonta à década de 1840, quando um grupo de imigrantes judaicos começou a se estabelecer na região. Em 2002, as famílias judias representavam 3,8% das famílias do condado de Allegheny.
Não há registros confiáveis dos primórdios da comunidade judaica de Pittsburgh, mas foi verificado que entre 1838 e 1844 um pequeno número de judeus, principalmente de Baden, Baviera, e Württemberg, se estabeleceram em Pittsburgh e arredores.